# Canada Camp

Canada Camp était un camp de réfugiés palestiniens situé en Égypte, près de la frontière avec bande de Gaza, au nord-ouest de Rafah. Le camp a été fermé le 27 décembre 2000.

## Historique
À la suite de l'occupation par Israël de la bande de Gaza pendant la guerre des Six Jours en 1967, près de 5000 réfugiés palestiniens de Rafah ont été obligés de déménager quand leurs abris ont été détruits par les autorités israéliennes au cours d'opérations d'élargissement de routes et de « mesures de sécurité ». Ces réfugiés ont dû s'établir dans une extension du camp de Rafah construit dans une zone qui faisait anciennement partie de l'Égypte. Le contingent canadien de la force d'urgence des Nations unies, établi dans la région jusqu'en juin 1967, a donné son nom au nouveau camp de réfugiés.
À la suite du traité de paix signé en l'Égypte et Israël en 1979, Israël s'est retiré du Sinaï, et la frontière entre les deux pays a été redessinée en 1982. Les quelque 5000 réfugiés palestiniens enregistrés à l'UNWRA se sont trouvés du côté égyptien de la frontière. Lors des accords de Camp David, Israël et l'Égypte se sont engagés à permettre le rapatriement de ces réfugiés dans la bande de Gaza. Les problèmes de financement, les obstacles bureaucratiques et le manque de volonté politique ont considérablement allongé la procédure.
Le remaniement de la frontière a dégradé la vie quotidienne des réfugiés qui ne pouvaient plus travailler ni dans la bande de Gaza, ni en Israël ni en Égypte. De plus, les réfugiés devaient renouveler leur visa égyptien tous les six mois. Les familles et les amis qui ne pouvaient pas traverser la frontière, faute de permis impossibles à obtenir, communiquaient en criant à travers quelques centaines de mètres séparant les deux pays. L'éducation supérieure et les soins médicaux coûtaient beaucoup plus que ce que la majorité des réfugiés pouvaient payer. En cas de problèmes médicaux graves, les réfugiés devaient payer le voyage pour être soignés à l'hôpital du Croissant-Rouge palestinien du Caire.
Ce n'est qu'en 1989 qu'un processus de retour des réfugiés a pu être établi, avec l'aide du Canada et du Koweït et un effort de la part des autres parties (l'UNWRA, Israël et l'autorité palestinienne), les réfugiés ont commencé à déménager de l'autre côté de la frontière, principalement au district Tall as-Sultan de Rafah. Les dernières familles sont parties le 27 décembre 2000. La construction d'un centre communautaire à Tall as-Sultan a également été financée par le Canada.